# Lui Morais
Lui Morais (pseudonym Luis Carlos de Morais Junior) je brazilský profesor a filozof, autor knih o filozofii, alchymii, literatuře, šamanismu, o brazilské populární hudbě (samba), filmech, řízení, vzdělávání, o hluchotě a dalších záležitostech.

## Knihy
- Larápio. Rio de Janeiro: Kroart, 2004.
- Pindorama. Rio de Janeiro: Kroart, 2004.
- Crisólogo – O Estudante de Poesia Caetano Veloso. Rio de Janeiro: HP Comunicação, 2004.
- Proteu ou: A Arte das Transmutações – Leituras, Audições e Visões da Obra de Jorge Mautner. Rio de Janeiro: HP Comunicação, 2004.
- Meutaneurônios Atomizados (with Marcus Vinicius de Medeiros). Rio de Janeiro: t.mais.oito, 2008.
- O Olho do Ciclope e os Novos Antropófagos – Antropofagia Cinematótica na Literatura Brasileira. Rio de Janeiro: Quártica, 2009.
- Y e os Hippies (with Eliane Blener). Rio de Janeiro: Quártica, 2009.
- O Estudante do Coração. Rio de Janeiro: Quártica, 2010.
- O Caminho de Pernambuco (with Eliane Blener). Rio de Janeiro: Quártica, 2010.
- Crisopeia (with Eliane Blener). Rio de Janeiro: Quártica, 2010.
- Clone versus Gólem (with Eliane Blener). Rio de Janeiro: Quártica, 2010.
- O Portal do Terceiro Milênio (with Eliane Colchete). Rio de Janeiro: Quártica, 2011.
- Gigante. Rio de Janeiro: Quártica, 2012.
- O Meteorito dos Homens Ab e Surdos. Rio de Janeiro: Quártica, 2011.
- O Sol Nasceu pra Todos – A História Secreta do Samba. With an introduction by Ricardo Cravo Albin. Rio de Janeiro: Litteris, 2011.
- Proteu ou: A Arte das Transmutações – Leituras, Audições e Visões da Obra de Jorge Mautner. Second Edition: revised and expanded. With 10 interviews with Jorge Mautner. Rio de Janeiro: Litteris, 2011.
- Carlos Castaneda e a Fresta entre os Mundos – Vislumbres da Filosofia Ānahuacah no Século XXI. Rio de Janeiro: Litteris, 2012.
- Natureza Viva. Rio de Janeiro: Quártica, 2012.
- Abobrinhas Requintadas – Exquisite Zucchinis (with Eliane Marques Colchete). Rio de Janeiro: Quártica, 2012.
- Eu Sou o Quinto Beatle. Rio de Janeiro: Quártica, 2012.
- O Homem Secreto. Rio de Janeiro: Quártica, 2013.
- Os que ouvem mais que nós (with Carlos Hilton). Rio de Janeiro: Litteris, 2013.
- Rocambole de Carne a Copacabana (with Cláudio Carvalho and Cid Valle). Rio de Janeiro: Litteris, 2013.
- As Vivências Pós-modernas (et alii). Rio de Janeiro: Quártica, 2013.
- O Estudante do Coração – Ensaios Sobre a Arte Pós-Moderna. Second Edition: revised and expanded. Rio de Janeiro: Litteris, 2013.
- Alquimia o Arquimagistério Solar. Alchimia seu Archimagisterium Solis in V libris. Rio de Janeiro: Quártica Premium, 2013.
- Linhas Cruzadas (with Caio Reis Morais et alii). Rio de Janeiro: Quártica, 2014.
- A Formação da Filosofia Contemporânea (with Eliane Marques Colchete). Rio de Janeiro: Litteris, 2014.
- A Autoeducação e o Século 21. Rio de Janeiro: Litteris, 2014.
- Outras Palavras (with Claudio Carvalho). Rio de Janeiro: Litteris, 2014.
- Poesia de Reciclagem. Rio de Janeiro: Litteris, 2014.